# Palmeirândia
Palmeirândia este un oraș în unitatea federativă Maranhão (MA), Brazilia.